# 바우카우현

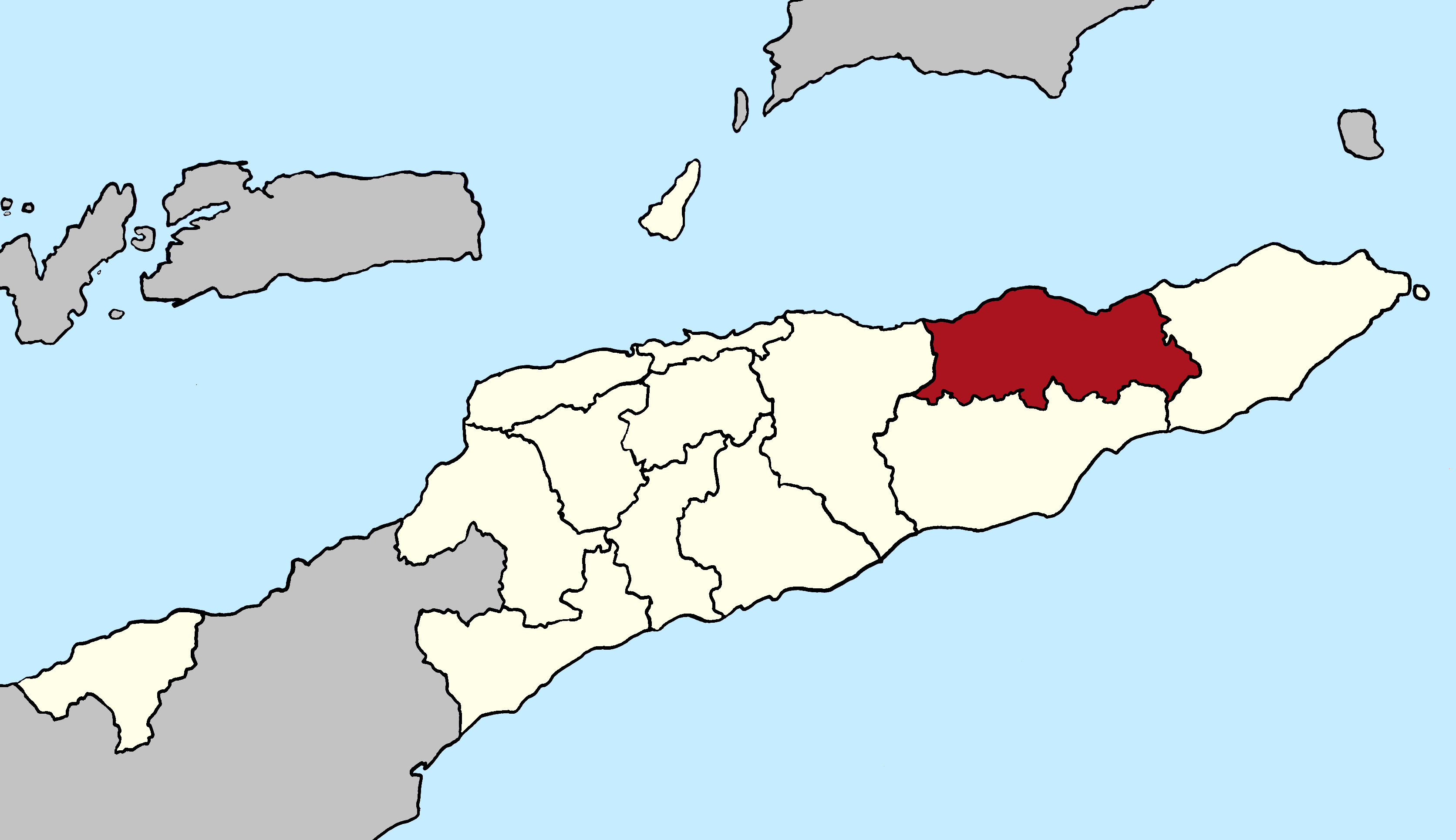
바우카우 현의 위치

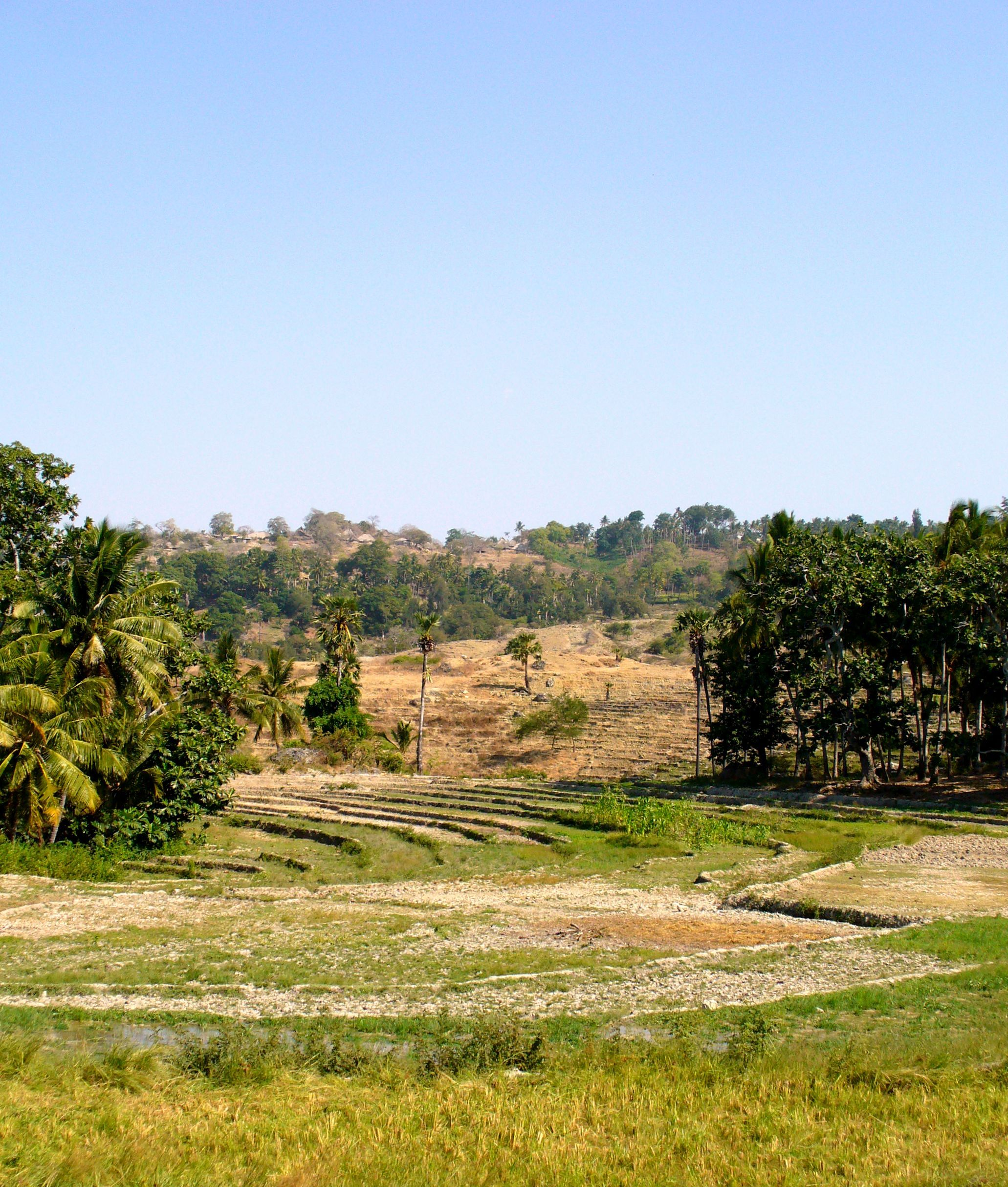
바우카우 현에 있는 평원

바우카우현(포르투갈어: Baucau, 테툼어: Baukau 바우카우)은 동티모르를 구성하는 13개 현 가운데 하나로, 동티모르 동부와 북부 연안에 위치한다. 현도는 바우카우(옛 이름 빌라살라자르)이며 인구는 100,326명(2004년 기준), 면적은 1,494km2이다. 6개 구(바기아 구, 바우카우 구, 라가 구, 켈리카이 구, 베마세 구, 베닐랄레 구)로 구성되어 있으며 북쪽으로는 웨타르 해협, 동쪽으로는 라우텡현, 남쪽으로는 비케크현, 서쪽으로는 마나투투현과 인접해 있다.
바우카우 현의 주민들은 동티모르의 공용어인 포르투갈어와 테툼어 외에도 파푸아 제어에 속하는 언어인 마카사에어를 구사한다. 주민의 대다수는 가톨릭 신자이지만, 무슬림(이슬람교 신자)도 거주한다.
바우카우 현의 농업은 동티모르에서 크게 발전되어 있는데 동티모르의 주식인 쌀과 옥수수 외에도 콩, 땅콩, 고구마, 코프라, 쿠쿠이, 카사바를 재배하며 물소와 염소도 기른다. 그러나 교통망이 취약해서 신흥 산업으로 발전하는 데에 큰 과제가 남아 있다.
베닐랄레 구에는 제2차 세계 대전 때 일본군이 건설한 지하도가 남아 있다. 바우카우 현은 넓은 해안선과 모래 사장이 있어서 수영 등 수상 스포츠를 즐기기에 적절한 곳이기도 하다.
바우카우 현에 있는 카쿵 공항은 동티모르에서 가장 긴 활주로를 갖고 있는데 사실 동티모르의 수도 딜리에 있는 프레지덴트 니콜라우 로바투 국제공항조차 보잉 737과 같은 소형기만 착륙할 수 있다. 이 공항은 동티모르의 주요 공항으로 개항했지만 1975년 인도네시아가 동티모르를 점령하면서 인도네시아군에 이양된 적이 있었다.

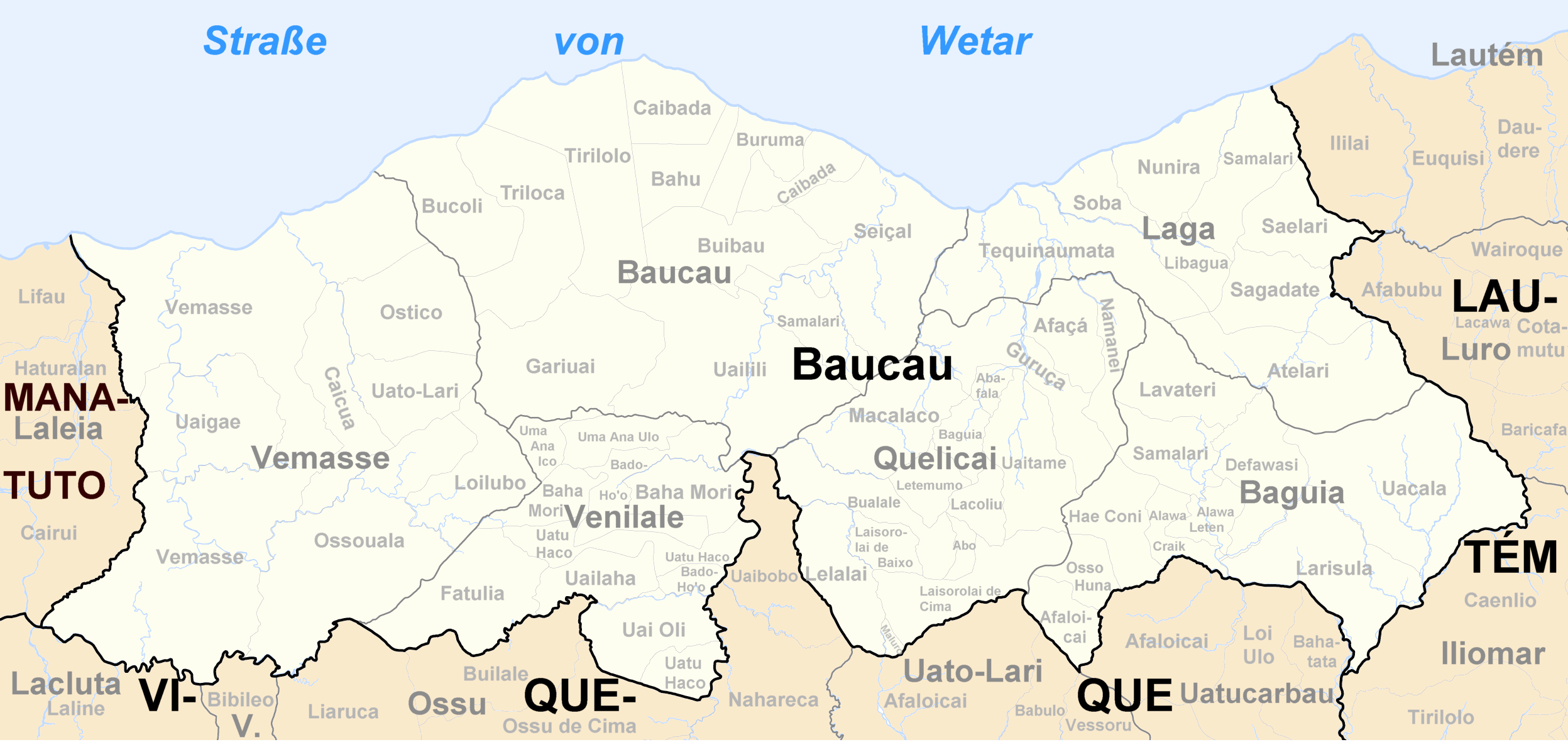
바우카우 현이 관할하는 구와 시